# Джианна Диор
Джиа́нна Дио́р (англ. Gianna Dior), настоящее имя Э́мили Кэ́трин Корре́ро (англ. Emily Katherine Correro; род. 12 мая 1997 года, Калифорния, США) — американская порноактриса и эротическая фотомодель. Лауреат премии AVN Awards в категориях «Лучшая новая старлетка» (2020) и «Лучшая исполнительница года» (2022).

## Карьера
Имеет происхождение от итальянцев и коренных народов США. Родилась в штате Калифорния в семье военных. Средний ребёнок в семье — у неё есть два брата и две сестры. Позднее переезжает в Андалужу (штат Алабама), где обучалась в старшей школе и колледже. Также специализировалась в области психологии в Обернском университете. Работала в суши-ресторане, а также регистратором при кабинете офтальмолога.
Была найдена через Tinder агентом из Майами. Начала карьеру в мае 2018 года в возрасте 21 года. За первый месяц карьеры снялась в 12 сценах, после чего решает сменить агентство. Её вторым агентом стал Марк Шпиглер из Лос-Анджелеса. Снимается в сценах традиционного, лесбийского и межрасового секса. В апреле 2020 года впервые снялась в сцене анального секса для студии Evil Angel.
Снимается для студий Bang Bros, Brazzers, Cherry Pimps, Girlsway, Mofos, New Sensations, Reality Kings и многих других.
В сентябре 2018 года была названа журналом Penthouse «Любимицей месяца» (Pet of the Month). В июне 2019 года Джианна избрана в качестве «Любимицы года» (Pet of the Year). В конце октября 2022 года снялась для обложки и разворота ноябрьского выпуска Hustler.
Вместе с Афиной Фэрис была избрана в качестве «Trophy Girls» для 36-й церемонии AVN Awards, которая прошла в январе 2019 года. На AVN Awards в январе 2020 года Джианна одерживает победу в двух номинациях: «Лучшая новая старлетка» и «Лучшая сцена секса парень/девушка» (совместно с Миком Блу). В начале декабря 2020 года выиграла XRCO Award в категории «Новая старлетка года». На 38-й церемонии награждения AVN Awards, которая была проведена онлайн 23 января 2021 года, Джианна победила в двух категориях: «Лучшая оральная сцена» и «Лучшая сцена триолизма (девушка/девушка/парень)».
На 39-й церемонии AVN Awards Джианна одержала победу в четырёх категориях, в том числе в главной — «Лучшая исполнительница года». В мае 2022 года вместе с Эмили Уиллис была признана лучшей исполнительницей года по версии XRCO Award.
В мае 2024 года Диор дебютировала как режиссёр, сняв для бренда Blacked Raw сцену Late Night Option.
По данным сайта IAFD на июль 2023 года, снялась в более чем 600 порносценах и фильмах.

## Достижения
- Penthouse — Pet of the Month (сентябрь 2018)[10][11].
  - Pet of the Year (2019)[12].
- Mofos — MFX-Factor (сентябрь 2018)[20].
- AVN Awards — Trophy Girl (2019)[15].
- Cherry Pimps — Cherry of the Month (март 2019)[21].
- Bang! — Babe of the Month (июнь 2019, декабрь 2020)[4].
- Girlsway — Girl of the Month (октябрь 2019)[22].
- Vixen — Angel of the Month (январь 2020)[4].
- Twistys — Treat of the Month (март 2020)[23].
- Hustler — Honey of the Month (ноябрь 2022)[13][14].

## Награды и номинации
| Список наград и номинаций | Список наград и номинаций | Список наград и номинаций | Список наград и номинаций | Список наград и номинаций                                           |
| Год                       | Награда                   | Результат                 | Категория | Фильм                                                               |
| ------------------------- | ------------------------- | ------------------------- | --- | ------------------------------------------------------------------- |
| 2019                      | AVN Award                 | Номинация                 | Лучшая сцена триолизма (Д/Д/П) (вместе с Аидрой Фокс и Тони Рубино)                                                                 | Mediating Threesome                                                 |
| 2019                      | Fleshbot Award            | Номинация                 | Лучшая новая старлетка | н/д                                                                 |
| 2019                      | Fleshbot Award            | Номинация                 | Лучшая персона в социальных медиа                                                                                                   | н/д                                                                 |
| 2019                      | XCritic Award             | Номинация                 | Лучшая лесбийская сцена (вместе с Джиной Валентиной и Лэйси Леннон)                                                                 | Lesbian Rock Stars                                                  |
| 2019                      | XRCO Award                | Номинация                 | Подростковая мечта года | н/д                                                                 |
| 2020                      | AVN Award                 | Номинация                 | Лучшая блоубэнг-сцена | Gianna’s First Blowbang                                             |
| 2020                      | AVN Award                 | Номинация                 | Лучшая лесбийская групповая сцена (вместе с Джиной Валентиной и Лэйси Леннон)                                                       | R&B Diva                                                            |
| 2020                      | AVN Award                 | Номинация                 | Лучшая лесбийская сцена (вместе с Эмили Уиллис)                                                                                     | Nerd’s Breaking Point (из Lesbian Revenge)                          |
| 2020                      | AVN Award                 | Победа                    | Лучшая новая старлетка | н/д                                                                 |
| 2020                      | AVN Award                 | Номинация                 | Лучшая оральная сцена | Gianna Dior Tricks                                                  |
| 2020                      | AVN Award                 | Номинация                 | Лучшая сцена группового секса (вместе с Айзеей Максвеллом, Анджелой Уайт, Майклом Вегасом, Уитни Райт и Эбигейл Мэк)                | Perspective                                                         |
| 2020                      | AVN Award                 | Номинация                 | Лучшая сцена секса от первого лица (вместе с Оливером Флинном)                                                                      | Gorgeous Gianna (из Mofos Lab 3)                                    |
| 2020                      | AVN Award                 | Победа                    | Лучшая сцена секса парень/девушка (вместе с Миком Блу)                                                                              | Unlocked (из Relentless)                                            |
| 2020                      | AVN Award                 | Номинация                 | Лучшая сцена триолизма (Д/Д/П) (вместе с Алиной Лопес и Мануэлем Феррарой)                                                          | Slut Puppies 14                                                     |
| 2020                      | AVN Award                 | Номинация                 | Лучшая сцена триолизма (П/П/Д) (вместе с Джулсом Джорданом и Маркусом Дюпри)                                                        | Ultimate Fuck Toy: Gianna Dior                                      |
| 2020                      | NightMoves Award          | Номинация                 | Лучшая актриса | н/д                                                                 |
| 2020                      | XBIZ Award                | Номинация                 | Лучшая новая старлетка | н/д                                                                 |
| 2020                      | XBIZ Award                | Номинация                 | Лучшая сцена секса — эротика (вместе с Сетом Гэмблом)                                                                               | Adelaide                                                            |
| 2020                      | XCritic Award             | Номинация                 | Сцена года (вместе с Маркусом Дюпри)                                                                                                | Gianna Dior’s First Anal                                            |
| 2020                      | XRCO Award                | Победа                    | Новая старлетка года | н/д                                                                 |
| 2020                      | XRCO Award                | Номинация                 | Оргазмическая оралистка года | н/д                                                                 |
| 2020                      | XRCO Award                | Номинация                 | Подростковая мечта года | н/д                                                                 |
| 2021                      | AVN Award                 | Номинация                 | Исполнительница года | н/д                                                                 |
| 2021                      | AVN Award                 | Номинация                 | Лучшая анальная сцена (вместе с Маркусом Дюпри)                                                                                     | Gianna Dior’s First Anal                                            |
| 2021                      | AVN Award                 | Номинация                 | Лучшая лесбийская групповая сцена (вместе с Джейд Бейкер, Джейн Уайлд и Джиной Валентиной)                                          | Girls Just Wanna Have Fun (из Girlcore: The Complete Second Season) |
| 2021                      | AVN Award                 | Победа                    | Лучшая оральная сцена | Gianna Dior: Blowjob With Eye Contact                               |
| 2021                      | AVN Award                 | Номинация                 | Лучшая сцена секса от первого лица (вместе с Мануэлем Феррарой)                                                                     | Manuel’s Fucking POV 13                                             |
| 2021                      | AVN Award                 | Победа                    | Лучшая сцена триолизма (Д/Д/П) (вместе с Робом Пайпером и Скарлит Скандал)                                                          | Muse                                                                |
| 2021                      | AVN Award                 | Номинация                 | Лучшая сцена триолизма (П/П/Д) (вместе с Миком Блу и Рамоном Номаром)                                                               | Rammed: Gianna Dior (из Join Me for a Threesome 4)                  |
| 2021                      | Fleshbot Award            | Номинация                 | Лучшая анальная сцена (вместе с Миком Блу)                                                                                          | Psychosexual Part 2                                                 |
| 2021                      | NightMoves Award          | Номинация                 | Лучшая актриса | н/д                                                                 |
| 2021                      | XBIZ Award                | Номинация                 | Исполнительница года | н/д                                                                 |
| 2021                      | XBIZ Award                | Номинация                 | Лучшая сцена секса — полнометражный фильм (вместе с Робом Пайпером и Скарлит Скандал)                                               | Muse                                                                |
| 2021                      | XBIZ Award                | Номинация                 | Лучшая сцена секса — полнометражный фильм (вместе с Рики Джонсоном)                                                                 | The Audition                                                        |
| 2021                      | XCritic Award             | Номинация                 | Лучшая актриса | Psychosexual                                                        |
| 2021                      | XCritic Award             | Номинация                 | Лучшая исполнительница | н/д                                                                 |
| 2021                      | XCritic Award             | Номинация                 | Сцена года (вместе с Миком Блу) | Psychosexual                                                        |
| 2021                      | XRCO Award                | Номинация                 | Исполнительница года | н/д                                                                 |
| 2022                      | AVN Award                 | Победа                    | Исполнительница года | н/д                                                                 |
| 2022                      | AVN Award                 | Победа                    | Лучшая анальная сцена (вместе с Миком Блу)                                                                                          | Psychosexual Part 2                                                 |
| 2022                      | AVN Award                 | Номинация                 | Лучшая ведущая актриса | Psychosexual                                                        |
| 2022                      | AVN Award                 | Победа                    | Лучшая командная сцена (вместе с Джексом Слейхером и Робом Пайпером)                                                                | Psychosexual Part 4                                                 |
| 2022                      | AVN Award                 | Номинация                 | Лучшая лесбийская сцена (вместе с Лэйси Леннон)                                                                                     | Digital Flesh: Episode 2                                            |
| 2022                      | AVN Award                 | Номинация                 | Лучшая оральная сцена (вместе с Логаном Лонгом)                                                                                     | Wet Date With Gianna (из Swallowed.com 44)                          |
| 2022                      | AVN Award                 | Победа                    | Лучшая сцена секса парень/девушка (вместе с Троем Франсиско)                                                                        | Psychosexual Part 1                                                 |
| 2022                      | Fleshbot Award            | Номинация                 | Лучшая лесбийская сцена (вместе с Бритни Эмбер и Линой Пол)                                                                         | Climax 2 — Scene 3                                                  |
| 2022                      | Fleshbot Award            | Номинация                 | Лучшая сцена группового секса (вместе с Кит Мерсер, Робби Экоу, Сетом Гэмблом и Эммой Хикс)                                         | Climax 2 — Scene 4                                                  |
| 2022                      | NightMoves Award          | Номинация                 | Лучшая актриса | н/д                                                                 |
| 2022                      | XBIZ Award                | Номинация                 | Исполнительница года | н/д                                                                 |
| 2022                      | XBIZ Award                | Номинация                 | Лучшая сцена секса — виньетка (вместе с Тайлером Никсоном)                                                                          | Heavenly Radio                                                      |
| 2022                      | XBIZ Award                | Номинация                 | Лучшая сцена секса — фильм-шоу с исполнителем (вместе с Джексом Слейхером и Робом Пайпером)                                         | Psychosexual                                                        |
| 2022                      | XBIZ Award                | Номинация                 | Лучшее актёрское исполнение — ведущая роль                                                                                          | Psychosexual                                                        |
| 2022                      | XRCO Award                | Победа                    | Исполнительница года (вместе с Эмили Уиллис)                                                                                        | н/д                                                                 |
| 2022                      | XRCO Award                | Номинация                 | Лучшая актриса | Psychosexual                                                        |
| 2022                      | XRCO Award                | Номинация                 | Оргазмическая оралистка года | н/д                                                                 |
| 2023                      | AVN Award                 | Номинация                 | Исполнительница года | н/д                                                                 |
| 2023                      | AVN Award                 | Номинация                 | Лучшая лесбийская групповая сцена (вместе с Рейной Рэй, Септембер Рейн, Спенсер Брэдли и Эйвери Кристи)                             | Arabesque (из Physical)                                             |
| 2023                      | AVN Award                 | Победа                    | Лучшая лесбийская групповая сцена (вместе с Джилл Кэссиди и Наталией Никс)                                                          | Close Up                                                            |
| 2023                      | AVN Award                 | Победа                    | Лучшая лесбийская сцена (вместе с Ванной Бардо)                                                                                     | Heat Wave                                                           |
| 2023                      | AVN Award                 | Номинация                 | Лучшая сцена секса вчетвером/оргии (вместе с Кит Мерсер, Робби Экоу, Сетом Гэмблом и Эммой Хикс)                                    | Climax 2 — Scene 4                                                  |
| 2023                      | AVN Award                 | Номинация                 | Лучшая сцена секса мужчина/женщина (вместе с Рики Джонсоном)                                                                        | Fucking a Toxic Goddess                                             |
| 2023                      | AVN Award                 | Номинация                 | Лучшая сцена триолизма (Ж/Ж/М) (вместе с Лулу Чу и Мануэлем Феррарой)                                                               | Exposure (из Up to and Including Her Limits 2)                      |
| 2023                      | AVN Award                 | Победа                    | Лучшая сцена триолизма (М/Ж/М) (вместе с Миком Блу и Стивом Холмсом)                                                                | Gianna 4 You                                                        |
| 2023                      | AVN Award                 | Номинация                 | Мейнстрим-предприятие года (вместе с Мейтленд Уорд и Эмили Уиллис)                                                                  | Vixen Hollywood Billboard Campaign                                  |
| 2023                      | Pornhub Award             | Номинация                 | Лучшая анальная исполнительница | н/д                                                                 |
| 2023                      | XBIZ Award                | Номинация                 | Исполнительница года | н/д                                                                 |
| 2023                      | XBIZ Award                | Номинация                 | Лучшая сцена секса — виртуальная реальность (вместе с Брэдом Ньюменом)                                                              | The Bodyguard                                                       |
| 2023                      | XBIZ Award                | Номинация                 | Лучшая сцена секса — короткометражный фильм (вместе с Лулу Чу и Мануэлем Феррарой)                                                  | Exposure                                                            |
| 2023                      | XBIZ Award                | Номинация                 | Лучшая сцена секса — полнометражный фильм (вместе с Кит Мерсер, Робби Экоу, Сетом Гэмблом и Эммой Хикс)                             | Climax 2                                                            |
| 2023                      | XBIZ Award                | Номинация                 | Лучшая сцена секса — полнометражный фильм (вместе с Деймоном Дайсом)                                                                | Torn                                                                |
| 2023                      | XRCO Award                | Номинация                 | Любимица года | н/д                                                                 |
| 2024                      | AVN Award                 | Победа                    | Лучшая сцена секса вчетвером/оргии (вместе с Дуэйном Фоксом, Кайли Рокет и Ричардом Манном)                                         | All for Us (из Blacked Raw V70)                                     |
| 2024                      | AVN Award                 | Номинация                 | Лучшая сцена триолизма (вместе с Алексом Мэком и Беллой Ролланд)                                                                    | The Mechanic’s Messy Wife                                           |
| 2024                      | XBIZ Award                | Номинация                 | Исполнительница года | н/д                                                                 |
| 2025                      | XMA Award                 | Номинация                 | Лучшая сцена секса — оргия/групповая (вместе с Адрией Рэй, Ванной Бардо, Деймоном Дайсом, Николь Доши, Сетом Гэмблом и Эбигейл Мэк) | Bellesa’s All Star Orgy                                             |

## Избранная фильмография
| - 2018 — Ex-Girlfriend - 2018 — Horny Young Vixens 2 - 2018 — Manuel’s Fucking POV 10 - 2018 — Perfect 10 - 2018 — Sensual Massage - 2018 — Slut Puppies 13 - 2018 — Stags and Vixens 2 - 2018 — Step Brother… Cum Inside Me 2 - 2019 — Adelaide - 2019 — Blackish 2 - 2019 — Coming of Age 5 - 2019 — Cum Inside Me 4 - 2019 — Facialized 7 - 2019 — First Time Auditions 40 - 2019 — Gaggers 6 - 2019 — Hardcore Threesomes 3 - 2019 — Lesbian Office Seductions 11 - 2019 — Manuel Ferrara’s Ripe 7 - 2019 — Mommy’s Daughter - 2019 — Nerdy Girls Love Black Cock 4 - 2019 — Penthouse Pets’ Dirty Desires - 2019 — Perfectly Natural 18 | - 2019 — Pretty and Raw: Forbidden Pleasures - 2019 — Rules Are Meant To Be Broken - 2019 — Scam Angels 9 - 2019 — Slutty Neighborhood Teens 2 - 2019 — Super Cute 9 - 2019 — Threesome Fantasies 5 - 2019 — Ultimate Fuck Toy: Gianna Dior - 2019 — What We Do For Money - 2019 — Young Fantasies 4 - 2020 — Cuckold’s Plight 2 - 2020 — Dirty Talk 8 - 2020 — Ex-Girlfriend Debacle - 2020 — Hot & Bothered - 2020 — Interracial Angels 4 - 2020 — Interracial Superstars 3 - 2020 — Join Me For a Threesome 4 - 2020 — Squirt Madness - 2020 — Three - 2021 — Anal Models 8 - 2021 — Bush Friends Forever 2 - 2021 — Heavenly Radio - 2021 — Perfectly Natural 22 |